# Слобідка (Руднянська сільська рада)
Слобідка (біл. вёска Слабодка) — село в складі Червенського району Мінської області, Білорусь. Село підпорядковане Руднянській сільській раді, розташоване в центральній частині області.